# دیوید بناتار
دیوید بناتار (انگلیسی: David Benatar؛ زادهٔ ۱ ژانویهٔ ۱۹۶۶) استاد و رئیس گروه فلسفه دانشگاه کیپ‌تاون آفریقای جنوبی است. وی بیشتر به خاطر دفاع از اندیشه تولدستیزی در کتاب هرگز نبودن بهتر است: گزند به وجود آمدن شهرت دارد. او در این کتاب استدلال می‌کند که فارغ از احساساتی که هستی موجود به منصه ظهور می‌رساند پای در هستی نهادن یک زیان جدی است؛ و در نتیجه همواره به وجود آوردن هر چه بیشتر موجودات بااحساس و ادراک‌کننده از لحاظ اخلاقی نادرست است. بناتار را یکی از بدبین‌ترین فیلسوفان جهان می‌نامند.

## دیدگاه‌های فلسفی

### عدم تقارن بین درد و لذت
بناتار استدلال می کند که یک عدم تقارن اساسی بین چیزهای خوب و بد، مانند لذت و درد وجود دارد، به این معنی که بهتر است انسان ها متولد نشده باشند:
1. وجود درد بد است.
2. حضور لذت خوب است.
3. نبود درد خوب است، حتی اگر کسی از آن لذت نبرد.
4. نبود لذت بد نیست مگر اینکه کسی باشد که این «عدم لذت» برایش محرومیت محسوب شود.

| سناریوی A (X متولد شده باشد) | سناریوی B (X هرگز متولد نشده باشد) |
| ---------------------------- | ---------------------------------- |
| 1. حضور درد (بد)             | 3. عدم حضور درد (خوب)              |
| 2. حضور لذت (خوب)            | 4. عدم حضور لذت (بد نیست)          |

### پیامدهای تولید مثل
بناتار استدلال می‌کند که به وجود آمدن کسی، هم تجربیات خوب و هم بد، درد و لذت ایجاد می‌کند، در حالی که انجام ندادن آن نه درد و نه لذت را به همراه دارد. نبود درد خوب است، نبود لذت بد نیست. بنابراین، انتخاب اخلاقی به نفع عدم تولید مثل سنگینی می کند.
بناتار چهار عدم تقارن دیگر را مطرح می کند که آنها را کاملاً قابل قبول می داند:
1. ما وظیفه اخلاقی داریم که افراد ناشاد خلق نکنیم و هیچ تعهد اخلاقی برای خلق افراد شاد نداریم. دلیل اینکه ما فکر می کنیم که اخلاق ایجاب میکند که افراد ناراضی تولید نکنیم این است که وجود این رنج (برای مبتلایان به آن) بد است و نبود رنج خوب است (هر چند کسی وجود نداشته باشد که از نبود رنج لذت ببرد). در مقابل، دلیل اینکه ما فکر می کنیم هیچ الزام اخلاقی برای تولید افراد شاد وجود ندارد این است که اگرچه لذت آنها برای آنها خوب است، اما عدم وجود لذت برای کسانیکه متولد نشده‌اند بد نخواهد بود، زیرا کسی وجود نخواهد داشت که از این خیر محروم شود.
2. اینکه از سر مصلحت تصمیم به ایجاد کودکی که میتواند بالقوه وجود داشته باشد بگیریم عجیب است زیرا صرف اینکه کودک ممکن است خوشحال باشد دلیل اخلاقی مهمی برای ایجاد او نیست. در مقابل ذکر مصلحت برای عدم تولید یک کودکِ بالقوه به عنوان دلیلی برای عدم ایجاد آن عجیب نیست زیرا اینکه کودک ممکن است غمگین و دردمند باشد، دلیل اخلاقی مهمی برای تولید نکردن اوست. اگر عدم حضور لذت، حتی اگر کسی وجود نداشته باشد که نبود آن را تجربه کند، بد بود(گزینه چپ پایین در جدول بالا) آنگاه دلیل اخلاقی مهمی برای ایجاد فرزند و ایجاد هر چه بیشتر فرزندان میداشتیم. و اگر عدم حضور درد، حتی اگر کسی وجود نداشته باشد که آن را تجربه کند، خوب نبود(گزینه چپ بالا در جدول) دلیل اخلاقی مهمی برای عدم ایجاد فرزند نداشتیم.
3. ممکن است روزی به خاطر به وجود آوردن شخصی که وجودش مشروط به تصمیم ما بود، پشیمان شویم که چرا او را خلق کرده‌ایم چون ممکن است یک نفر ناراضی باشد و وجود دردِ او چیز بدی است. اما ما هرگز به خاطر عدم وجود کسی که وجودش مشروط به تصمیم ما بود پشیمان نخواهیم شد که چرا او را خلق نکردیم چون در واقع کسی از خوشبختی محروم نشده است، زیرا او هرگز وجود نداشته که عدم شادیِ او چیز بدی باشد. به عبارت دیگر کسی نخواهد بود که از این خیر محروم شود.
4. ما از اینکه در جایی آدم‌ها به وجود بیایند و رنج ببرند، غمگین می‌شویم و از این که در جایی که آدم‌ها شاد هستند، کسانی به وجود ‌نیایند، غمگین نمی‌شویم. وقتی می فهمیم در جایی آدمهایی به وجود آمده اند و رنج می برند، احساس ترحم می کنیم. این که در فلان جزیره یا سیاره دوردست، انسانهایی به وجود نیامده باشند و در نتیجه رنج نبرند، خوب است. این به این دلیل است که فقدان درد حتی زمانی که کسی وجود ندارد که این خوبی را تجربه کند خوب است. از سوی دیگر، از این که در فلان جزیره یا سیاره دوردست، مردمی به وجود نیامده اند و در نتیجه خوشحالی را تجربه نخواهند کرد، غمگین نمی شویم. زیرا نبود لذت تنها زمانی بد است که کسی وجود داشته باشد تا از این خیر محروم شود.

### غیرقابل اعتماد بودن ارزیابی‌های انسان از کیفیت زندگی
بناتار این موضوع را مطرح می‌کند که آیا انسان‌ها کیفیت واقعی زندگی خود را به درستی تخمین می‌زنند یا خیر، و سه پدیده روان‌شناختی را که به عقیده‌ی او عامل این امر هستند ذکر کرده است:
1. گرایش به خوش بینی: ما دیدگاه تحریف شده‌ی مثبتی از زندگی خود در گذشته، حال و آینده داریم.
2. سازگاری: ما خود را با شرایط وفق می‌دهیم و در صورتیکه شرایط بدتر شوند، حس خوب بودن ما با پیش‌بینی آن شرایط مضرت‌بار، مطابق با انتظاراتمان که معمولاً متفاوت از شرایط واقعیست، کاهش می‌یابد.
3. مقایسه: ما زندگی خود را در مقایسه با زندگی دیگران قضاوت می کنیم و نکات منفی را که همه را تحت تأثیر قرار می دهد نادیده می گیریم تا روی تفاوت های خاص تمرکز کنیم. و به دلیل سوگیری خوش‌بینی‌مان، بیشتر خودمان را با افراد بدتر مقایسه کرده و ارزش رفاه خود را بیش از حد ارزیابی می‌کنیم.

بنابراین او نتیجه می گیرد:
پدیده‌های روان‌شناختی فوق از منظر تکاملی شگفت‌انگیز نیستند. آنها علیه خودکشی و به نفع تولید مثل مبارزه می کنند. اگر زندگی ما به همان بدی باشد که من همچنان فکر می‌کنم هست، و اگر مردم می‌توانستند کیفیت واقعی زندگی‌شان را همان‌طور که هست ببینند، ممکن بود خیلی بیشتر تمایل داشتند که خودشان را بکشند، یا حداقل دیگر سبب تولید چنین زندگی‌های (پررنجی) نشوند. بنابراین، این غریزه انتخاب طبیعیست که مانع بدبینی می‌شود نه منطق.

### تبعیض علیه مردان و پسران
کتاب بناتار دومین جنسیت‌زدگی: تبعیض علیه مردان و پسران (2012)  به بررسی مسائل مختلف در مورد مرد‌ستیزی و جنبه های منفی اجتماعی تحمیل شده بر هویت جنس مذکر می پردازد. این کتاب به دنبال تحقیر یا حمله به ایده‌های فمینیسم نیست، بلکه به دنبال روشن کردن وجوه تبعیض‌های سیستمی و فرهنگی موازی علیه مردان و پسران میباشد و اینکه چگونه همین تبعیض‌ها بطور همزمان موجب سرکوب زنان می‌شود.
‏ در نقدی بر این کتاب سایمون بلکبرن می‌نویسد که «بناتار می‌داند که چنبن ابده‌هایی احتمالاً با غرغر یا تمسخر مواجه می‌شوند، اما او مراقب است که ادعاهای خود را با داده‌های تجربی همراه کند» و از طریق این کتاب نشان می‌دهد که «اگر اغلب اوقات زن بودن بسیار سخت است، گاهی اوقات مرد بودن هم سخت است، و هر گونه ناتوانی در تشخیص این خطرات باعث انحراف آن چیزی می شود که باید هدف همه باشد، یعنی همدردی جهانی و همچنین عدالت اجتماعی برای همه، صرف نظر از جنسیت."  در نقدی دیگری، فیلسوفی بنام ایدو لاندو این اثر را به عنوان "کتابی بسیار مستدل که یک تز غیرمتعارف ارائه می کند و با مهارت از آن دفاع می کند" ستایش می کند، و با بناتار موافق است که "برای کنار آمدن با جنسیت گرایی دوم که تاکنون نادیده گرفته شده بود، نه تنها باید آن را تصدیق کنید، بلکه همچنین تحقیقات تجربی و فلسفی بسیار بیشتری را به این موضوع اختصاص دهید و البته سعی کنید بسیاری از نگرش‌ها، هنجارهای اجتماعی و قوانین را تغییر دهید.» 

## تاثیرات فرهنگی
نیک پیزولاتو, نویسنده و خالق سریال کارآگاه واقعی, گفته که کتاب بناتار با عنوان هرگز نبودن بهتر است بر او در خلق شخصیت راست کوهل تاثیر گذاشته است (در کنار کتاب توطئه علیه نوع بشر اثر « توماس لیگوتی »، کتاب «اعترافات یک تولدستیز» اثر «جیم کرافورد»، و کتاب «در میان گرد و غبار این سیاره» اثر «یوجین تاکر»)

## زندگی شخصی
بناتار گیاه‌خوار است. به گفته او انسان‌ها «مسئول رنج و مرگ میلیاردها انسان و حیوان هستند. اگر این میزان تخریب توسط گونه دیگری ایجاد شده‌بود، ما بلافاصله توصیه می‌کردیم که اعضای جدید آن گونه به وجود نیایند.» او باور دارد شیوع بیماری‌های مشترک انسان و حیوانات، مانند کووید-۱۹، اغلب محصول بدرفتاری انسان با حیوانات است.
بناتار خداناباور است و هیچ فرزندی ندارد.
او اصالتا یهودی است و از " چپ واپس‌گرا" در مؤسساتی مانند دانشگاه کیپ تاون به دلیل ایجاد محیطی خصمانه با یهودیان انتقاد کرده است. او همچنین از آفریقای جنوبی به دلیل تمایل فزاینده به خودکامگی‌ و فاصله گرفتن از دموکراسی‌های لیبرال انتقاد کرده است، و به ویژه از کسانی در آفریقای جنوبی‌ که با حماس سمپاتی دارند، به تندی انتقاد کرده است. 